# نادي كوربي تاون
نادي كوربي تاون (بالإنجليزية: Corby Town F.C.)‏ هو نادي كرة قدم بريطاني تأسس في 1948 ، يقع مقره الرئيسي في Corbie ‏، ويلعب في دوري الشمال الوطني.

## قائمة اللاعبين
- جوناثان بريز
- لوك راي
- داني درابر
- سيكو كروما
- ناثان إيفانز
- تومي مانشيب
- أوليفر ستون
- ويشان فاسيلي كريتو
- إيدي أبلتون
- أنطون براون
- فيمي اورينوجا  [لغات أخرى]‏
- لوك أريديغبي
- ليام مارشال
- بول ووكر
- ريان بيل
- دوين كورتني
- سكوت دتون
- غاريث جليمان
- كليفلاند تايلور

## وصلات خارجية
- الموقع الرسمي